# Geoff Strong
Geoff Strong (Northumberland, 19 de septiembre de 1937-Merseyside, 17 de junio de 2013) fue un jugador de fútbol profesional inglés que jugaba en la demarcación de centrocampista.

## Biografía
Geoff Strong debutó como futbolista en 1954 a los 17 años de edad con el Stanley United. Tras tres temporadas en el club fue fichado por el Arsenal FC, donde jugó durante seis años. Tras acabar contrato fichó por el Liverpool FC, donde jugó otras seis temporadas, tiempo en el que ganó dos Premier League, tres Community Shield y una FA Cup. Ya en 1970 fichó por el Coventry City FC, donde jugó durante un año hasta su retirada como futbolista.
Geoff Strong falleció en la mañana del 17 de junio de 2013 a los 75 años de edad.

## Clubes
| Club             | País       | Año         | Partidos | Goles |
| ---------------- | ---------- | ----------- | -------- | ----- |
| Stanley United   | Inglaterra | 1954 - 1957 | ¿?       | ¿?    |
| Arsenal FC       | Inglaterra | 1958 - 1964 | 125      | 69    |
| Liverpool FC     | Inglaterra | 1964 - 1970 | 155      | 29    |
| Coventry City FC | Inglaterra | 1970 - 1971 | 33       | 0     |

## Palmarés
Liverpool FC
- Premier League (2): 1963/64, 1965/66
- Community Shield (3): 1964, 1965, 1966
- FA Cup: 1964/65